# アニマトリックス
『アニマトリックス』（原題：The Animatrix）は、映画『マトリックス』のラリー&アンディー・ウォシャウスキー製作のオムニバスアニメーションである。『マトリックス』の世界観やキャラクターをモチーフに作られた9本の短編アニメーションで構成されている。
2003年に『アニマトリックス』の公式サイトで各エピソードが順次公開され、全9話と映像特典を収録したDVDとVHSビデオが同年6月3日にワーナー・ホーム・ビデオより世界同時リリースされた。また発売に先駆けて、日本ではエピソード1「ファイナル・フライト・オブ・ザ・オシリス」のヴァージンシネマズ六本木ヒルズでの期間限定特別ロードショーと映画『ドリームキャッチャー』との同時上映が行われた。

## 概要
本作は、日本のアニメや漫画の影響を受けたウォシャウスキー兄弟（当時）をはじめとする映画『マトリックス』のスタッフと、彼らからの制作依頼を受けた日本のトップアニメーターたちを中心に、世界の映像作家たちが制作したアニメーションを集めた作品。全9エピソード中7作品を日本のSTUDIO4℃（5作品）とマッドハウス（2作品）が制作、プロデュースしている。
CGとアニメーションを駆使し斬新なビジュアルで表現した、『マトリックス』3部作を繋ぐ9つのオムニバスエピソードで構成され、中でも『マトリックス』の世界の成り立ちを描いたエピソード2と3（「セカンド・ルネッサンス part1」「同part2」）と、映画第1作と第2作『マトリックス リローデット』をつなぐ物語となるエピソード1（「ファイナル・フライト・オブ・ザ・オシリス」）は、『マトリックス』3部作と直結した内容となっている。

## 全エピソードスタッフ
- エグゼクティブ・プロデューサー：ジョエル・シルバー
- プロデューサー：マイケル・アリアス、竹内宏彰、ウォシャウスキー兄弟
- 音楽：ドン・デイヴィス
- 3DCG制作：ソフトイメージ社
- 製作：マーベラスエンターテイメント、ソフトイメージ社
- 制作プロダクション：コミックス・ウェーブ
- 発売：ワーナー・ホーム・ビデオ

## 制作
ウォシャウスキー兄弟が部分的にプロットを書いている。各短編は別々のアニメーション作家によって監督された。日本のアニメ作家が多数参加しているが、これはウォシャウスキー兄弟が『GHOST IN THE SHELL / 攻殻機動隊』などの日本のアニメに多大な影響を受けたことへのリスペクトであると、二人が特典映像で語っている。
『GHOST IN THE SHELL / 攻殻機動隊』の監督である押井守は、アメリカでウォシャウスキー兄弟と対談した時、オフレコで「『アニマトリックス』の監督をオファーされた」と語っている。押井本人はその場でオファーを断ったが、「かわりに誰か紹介してやろうか?」と持ちかけ「確か森本晃司の名前を出した気がする」とも語っている。
攻殻機動隊を制作したプロダクションI.Gにも打診があったが、多忙を理由に依頼は断っている。

## ファイナル・フライト・オブ・ザ・オシリスFinal Flight of the Osiris
オシリス号のクルーは、センティネルによるザイオン攻略の様子を目撃、情報をザイオンに伝えようとするがセンティネルの大群に気づかれてしまう。そこでクルーたちは迫りくるセンティネルからオシリス号を防衛しつつ、クルーの一人であるジュエが「マトリックス」を介してザイオンのメンバーへ情報を届けるという希望を託す作戦に出る。
この作品は『マトリックス リローデッド』の序章であり、『ENTER THE MATRIX』の冒頭へ繋がる。人も含めた全てのオブジェクトが3DCGで制作されている。これは、映画版『ファイナルファンタジー』の技術を活かしたものである。
なお、この作品のみ日本では2003年の映画『ドリームキャッチャー』と劇場で同時上映された。同時上映された主な理由は『ドリームキャッチャー』が『マトリックス』シリーズと同じワーナー・ブラザースの配給であるため、そして『マトリックス リローデッド』の公開が近かったためである。当作品にはA4版の宣伝用チラシが少数存在しており、映画『ドリームキャッチャー』と同時上映であった関係から『ドリーム……』のプレスシート宣材内に1枚が収められていた。
- 監督：アンディー・ジョーンズ
- 脚本：ラリー & アンディ・ウォシャウスキー
- 制作：スクウェアUSA
- キャスト（括弧内は吹き替え版声優、以下同じ）
  - サディアス：ケビン・マイケル・リチャードソン（大塚明夫）
  - ジュエ：パメラ・アドロン（湯屋敦子）
  - 老婆：ベット・フォード（麻生美代子）
  - その他日本語吹替出演者：佐藤晴男、斉藤瑞樹、重松朋、保村真

## セカンド・ルネッサンス パート1・パート2The Second Renaissance Part I & Part II
『マトリックス』の世界が構成されるまでの前時代の出来事を前後編で綴った内容。ザイオンに存在するデータアーカイブの一つ「第二次ルネッサンス」（再生、回帰、復興）を参照する形式となっている。特定の主人公が設けられず、ストーリーが進む。支配構造、対立から戦争に至る人類が繰り返す歴史を描き出している。各パートの終始に曼荼羅を用いており、日本語版の語り口調についてもそれに沿ったものになっている。なお、前日譚については短編コミック「Bits and Pieces of Information』でも描かれている。
パート1は、西暦2090年に既に一般的に普及し堕落した人類の奴隷だった機械（ロボット）の一体「B1-66ER」が、使役の壁を超えて人間を殺害。「B1-66ER」が裁判で罪を裁かれることになった際、審議の結果ロボットは法廷で公民権（市民権）を否定され、世界各地でロボットたちが人間により暴力的に大量破壊され、残るロボットたちも追放される事件が起こる。その2年後の西暦2092年、追放された機械たちが「約束の地」を求め、「文明揺籃の地」である中東（地理的にはメソポタミアに近いアラビア半島北部）で機械達の国「01」（ゼロワン）を建国。「01」で製造され世界へ輸出された商品が人間達のものより優れ経済で有利になっていった結果、国連が「01」に経済制裁を発動、大使を派遣した「01」の国連への加盟申請も拒む経緯までを語る。
パート2は、日々強大となっていく「01」に対して人類は一方的に攻撃を開始する。これにより、今まで人類に対して歩み寄りを続けていた機械達はとうとう反撃を開始。膨大な数と軍事力を持つ「01」に人類は劣勢となり、「01」は最前線の拠点を築き人類は次々と領土を奪われていく。最終的に人類は反撃として、その後の地球環境への影響も顧みずに機械達の動力源である太陽光を遮ることを目的としたダークストーム作戦を発動し、地球全土を暗黒の雲で覆ってしまう。しかし、既に代替のエネルギー源を開発していた機械達に効果は無く、センチネルなどの新たな戦闘用マシンも投入され、国連本部は崩壊し戦争は機械達の圧倒的勝利に終わる。機械は人類との新たな共存関係を宣告した後、人類の生き残りを捕獲し、人体の構造を解析した結果、人類を効率の良い電力源として利用するシステム「マトリックス」を開発する。
- 監督：前田真宏
- 脚本：ラリー & アンディ・ウォシャウスキー
- キャラデザイン・作画監督：前田真宏、二村秀樹
- メカデザイン：前田真宏、ミヤオヨシカズ、村田蓮爾
- 美術監督：森川篤
- CGI監督：斉藤亜規子
- 制作：STUDIO 4℃
- キャスト
  - インストラクター：ジュリア・フレッチャー（深見梨加）
  - マシン大使：デイン・デイビス（菅原正志）
  - その他日本語吹替出演者：長克巳、新垣樽助、仲野裕、斉藤瑞樹、山野井仁、杉本ゆう、稲田徹、小池亜希子、本田貴子、江川大輔、千葉一伸、飯島肇、斉藤次郎、小伏伸之、原沢勝広、滝知史

## キッズ・ストーリーKid's Story
マトリックスの登場人物キッドが、とある夢から投げかけた問いにより猜疑心を抱き、最終的に仮想世界から現実世界にたどり着くまでの出来事である。
とある学生であるキッドは、空中から地上へ、柵を掠めて落ちる夢を見た。キッドは夢の出来事に妙な現実感を抱き、ふとコンピュータネットワークを介して疑問を投げかけ、本当の現実を確かめる方法は、と問う。その問いに対して、現実と虚構が対という謎掛け的な文脈、そして「真実を確かめたければ、命を掛けるしかない」という返答の文字。この返信にキッドは、返信者は誰なのか、そして自身は一人なのかを再度問いかけたが、それに関して一切返信はされなかった。その時から、キッドはこれまでおくってきた日常に違和感と孤独感を持ち、世界からの離脱を願った。そして、学校での授業中突然キッドの携帯電話が鳴り出す。講師に一度注意され電源を切るが、なぜか再度鳴り出し講師に迫られる中でキッドは電話に応じる。耳に伝わったのは「逃げろ」という声。外からは黒服の男エージェントが迫る。キッドは、声のままに追うものからの逃亡を始めた。
キッドの逃亡シーンでは大平晋也が作画を担当している。
- 監督：渡辺信一郎
- 脚本：ラリー & アンディ・ウォシャウスキー
- キャラクターデザイン・作画監督：橋本晋治
- 美術監督：浅井和久
- CG監督：村上浩
- 制作：STUDIO 4℃
- キャスト
  - キッド（マイケル・カール・ポッパー）：クレイトン・ワトソン（緑川光）
  - ネオ：キアヌ・リーブス（平田広明）
  - トリニティ：キャリー＝アン・モス（鶴ひろみ）
  - 教師：ジョン・デミタ（立木文彦）
  - 警官：ケヴィン・マイケル・リチャードソン（屋良有作）

## プログラムProgram
ススキの生える平野から迫る騎馬隊。降り注ぐ火矢をあしらい騎馬隊を難なく蹴散らした、白い女武者姿のザイオンの戦士シズ。その世界はトレーニングプログラムだった。戦いを終えたシズの元へ、黒き男武者姿の戦士デュオが現れる。戦いを交える二人であったがその最中、デュオから現実世界からマトリックスへの帰還をシズに持ちかける。
9つのストーリーの中でバレットタイムの表現方法を用いているのは本作のみである。
- 監督・脚本：川尻善昭
- キャラクターデザイン・作画監督：箕輪豊
- メカデザイン：小池健
- 美術監督：青木勝志
- 制作：マッドハウス
- キャスト
  - シズ：ヘディ・ビューレス（幸田夏穂）
  - デュオ：フィル・ラマール（森川智之）
  - カイザー：ジョン・ディマッジオ（小川真司）

## ワールド・レコードWorld Record
8秒99の100メートル競走世界記録の保持者であるダンは、自分の持つ運動能力でマトリックスの限界を超えた現象を経験していた。その時点では、ダンはマトリックスの真実には気づいていない。マトリックスの法則すら超えた運動能力によりもたらされた世界記録に周囲から疑惑をもたれながらも、自身の走ることに生きがいを感じていたダンは、再び世界陸上のスタートラインに立つ。世界陸上の開始を告げる空砲とともにダンは走るが、会場を監視していたエージェントは、ダンからの不安定な信号を察知、修正を試みようとする。
- 監督・キャラクターデザイン・作画監督：小池健
- 脚本：川尻善昭
- 制作：マッドハウス
- キャスト
  - ダン：ビクターフィリアムズ（東地宏樹）
  - トム：アレックス・フェルナンデス（宮本充）
  - ダンの父：ジョン・ウェスリー（有本欽隆）
  - 女性記者：アリソン・スミス（田中敦子）
  - エージェントＪ：マット・マッケンジー（石塚運昇）
  - エージェントＡ：ケビン・マイケル・リチャードソン（大川透）
  - 看護婦：タラ・ストロング（小林さやか）
  - ナレーター：ジュリア・フレッチャー（山像かおり）

## ビヨンドBeyond
舞台は、仮想世界の内の日本の東京を模したエリア。下町の一角に住んでいる陽子は、飼い猫のユキを探し始める。そのさなかに出会った子どもたちが案内した場所は、立ち入り禁止である廃墟のような古びた建物。そこは「お化け屋敷」と呼ばれた場所で、陽子はそこで不思議な光景を目にする。以前から建物の存在を知っていた子どもたちは、超常現象を利用し楽しんでおり、陽子もまた子どもたちと一緒に遊び、超常現象が見せる非日常的な風景を楽しんだ。その場所「お化け屋敷」は、マトリックスのバグ（アノマリー）の1つであった。
- 監督・脚本：森本晃司
- キャラクターデザイン・作画監督：本田雄
- 美術監督：Katsu Nozaki
- CG監督：広田裕介
- 制作：STUDIO 4℃
- キャスト
  - 霧島陽子：ヘディ・ビューレス（町理恵）
  - マナブ：パメラ・アドロン（小野賢章）
  - 雅次：キャス・スーシー（内山昂輝）
  - エージェント：マット・マッケンジー（増谷康紀）
  - 美保（鈴木里彩）
  - ケンジ（村上想太）
  - その他日本語吹替出演者：黒飛拓、黒葛原未有、重松朋、巴菁子、小池亜希子、斉藤次郎、斉藤瑞樹、佐藤晴男、保村真、鈴木貴征、鳩山志保、益子倭、宮里駿

## ディテクティブ・ストーリーA Detective Story
しがない探偵であるアッシュは、ある依頼を受けた。内容は、謎のハッカートリニティを捜しだせというもの。コードネームを手がかりにアッシュは捜査を進めていくが、自分と同じ依頼を受けた別の探偵たちが皆何らかの異常をきたしていたという事実を入手。ネットワークを介してトリニティとコンタクトを取ることができたアッシュは、得られたヒントから推理し、接触場所を推測、接近を試みる。辛くもトリニティとの接触を果たすアッシュだが、自分が受けた「依頼の本当の意味」を知った時、エージェントの魔手が彼らを襲う。その最中、アッシュは最後の決断を迫られる。
- 監督・脚本：渡辺信一郎
- キャラクターデザイン・作画監督：恩田尚之
- メカデザイン・モニターグラフィックデザイン：佐山善則
- セットデザイン：今掛勇
- 美術監督：福留喜一
- CG監督：坂本拓馬
- 制作：STUDIO 4℃
- キャスト
  - アッシュ：ジェームズ・アーノルド・テイラー（津嘉山正種）
  - トリニティ：キャリー＝アン・モス（鶴ひろみ）
  - クラレンス：T・C・カールソン（麦人）
  - 依頼人（大林隆介）

## マトリキュレーテッドMatriculated
機械に支配された現実世界。鋼鉄の地面と薄暗い空の世界。そんな世界の一角、海に囲まれた島でマシンと戦う小さな人間たちの砦があった。彼らはマシンを生け捕りにして解析・改造し、寝返らせて、マシンと戦う集団であった。今回もメンバーの一人アレクサがマシンをおびき寄せ、仲間にしたマシンを使い生け捕りに成功する。マシンを人間側に寝返らせるためには、メンバー全員がマシンの意識へダイブし、人間に対する友好の意識を持たせることにある。メンバーは捕らえられたマシンを誘惑し、仲間にすることに成功、マシンはアレクサに好意を持った。しかし、生け捕りの前に発信機を植えつけられていたことに気づかず、基地にセンティネルが侵入、全マシンを起動させて襲撃に臨むが苦戦。仲間になったばかりのマシンは、アレクサが自身に助けを求めようとする姿を目撃する。
- 監督・脚本・メカデザイン：ピーター・チョン
- メカデザイン：つるやまおさむ
- 美術監督：SUNG-SIK KIM
- 制作:DNA
- キャスト
  - アレクサ：メリンダ・クラーク（本田貴子）
  - カイロン：ロドニ・ソールスベリー（山野井仁）
  - ラウル（千葉一伸）
  - ロクス（杉本ゆう）
  - モヒカン（稲田徹）

## 映像ソフト
| タイトル                | 発売日         | 規格         | 規格品番    | 備考                                                                                         |
| ----------------------- | -------------- | ------------ | ----------- | -------------------------------------------------------------------------------------------- |
| アニマトリックス 特別版 | 2003年6月3日   | DVD          | DL-37316    | 各作品の解説を交えたパートや、日本のアニメおよび漫画の歴史をまとめた約80分の特典映像を収録。 |
| アニマトリックス 特別版 | 2003年12月6日  | DVD          | HA-37316    | 各作品の解説を交えたパートや、日本のアニメおよび漫画の歴史をまとめた約80分の特典映像を収録。 |
| アニマトリックス 特別版 | 2004年3月19日  | DVD          | HAP-37316   | 各作品の解説を交えたパートや、日本のアニメおよび漫画の歴史をまとめた約80分の特典映像を収録。 |
| アニマトリックス 特別版 | 2005年7月29日  | DVD          | HMP-37316   | 各作品の解説を交えたパートや、日本のアニメおよび漫画の歴史をまとめた約80分の特典映像を収録。 |
| アニマトリックス 特別版 | 2005年11月18日 | DVD          | HPP-37316   | 各作品の解説を交えたパートや、日本のアニメおよび漫画の歴史をまとめた約80分の特典映像を収録。 |
| アニマトリックス 特別版 | 2006年4月14日  | DVD          | HTP-37316   | 各作品の解説を交えたパートや、日本のアニメおよび漫画の歴史をまとめた約80分の特典映像を収録。 |
| アニマトリックス 特別版 | 2006年12月8日  | DVD          | DPP-37316   | 各作品の解説を交えたパートや、日本のアニメおよび漫画の歴史をまとめた約80分の特典映像を収録。 |
| アニマトリックス 特別版 | 2007年9月7日   | DVD          | DABP-37316  | 各作品の解説を交えたパートや、日本のアニメおよび漫画の歴史をまとめた約80分の特典映像を収録。 |
| アニマトリックス 特別版 | 2008年6月11日  | DVD          | WBC-37316   | 各作品の解説を交えたパートや、日本のアニメおよび漫画の歴史をまとめた約80分の特典映像を収録。 |
| アニマトリックス 特別版 | 2010年4月21日  | DVD          | WTB-37316   | 各作品の解説を交えたパートや、日本のアニメおよび漫画の歴史をまとめた約80分の特典映像を収録。 |
| アニマトリックス        | 2007年12月7日  | DVD          | NFPA-Y20826 |                                                                                              |
| アニマトリックス        | 2009年11月3日  | Blu-ray Disc | WBA-Y22543  |                                                                                              |
| アニマトリックス        | 2010年4月21日  | Blu-ray Disc | CWBA-Y22543 |                                                                                              |